# Kaskodekobling
En kaskodekobling (eller blot kaskode) er i dag en totrinsforstærker bestående af en transkonduktans-forstærker fulgt af en strømbufferforstærker. Sammenlignet med en enkelttrinsforstærkertrin, kan denne kombination have en eller flere af disse karakteristikker; højere input-output isolation, højere input-impedans, højere output-impedans, højere forstærkning eller højere båndbredde.
I moderne kredsløb bliver kaskoden ofte konstrueret af to transistorer (bipolare transistorer eller felteffekttransistorer), med én fungerende som en fælles emitter eller fælles source og den anden som en fælles basis eller fælles gate.
Kaskoden forbedrer input-output isolationen (og baglæns transmission) da der ikke er en direkte kobling fra output til input. Dette eliminerer Miller-effekten og bidrager herved til meget større båndbredde.

## Historie
Det engelske ord "cascode" er en forkortelse for frasen "cascade to cathode". Ordet blev først anvendt i en artikel af F.V. Hunt og R.W. Hickman i 1939, i en diskussion af anvendelser indenfor lav-spændingsstabiliseringer. 
De foreslog en kaskode af to trioder (først en med fælles-katode, den anden med fælles-gitter som en erstatning af en pentode.